# Byczyna-Kolonia
Byczyna-Kolonia – kolonia w Polsce położona w województwie kujawsko-pomorskim, w powiecie radziejowskim, w gminie Dobre.

## Podział administracyjny
W latach 1975–1998 miejscowość należała administracyjnie do województwa włocławskiego. Wieś należy do parafii Byczyna.

## Demografia
Według Narodowego Spisu Powszechnego (III 2011 r.) liczyła 94 mieszkańców. Jest osiemnastą co do wielkości miejscowością gminy Dobre.

## Historia wsi

### Do roku 1939
Pierwotnie wieś funkcjonowała jako folwark kościelnego majątku w Byczynie. W XVI wieku prowadzono tu hodowlę owiec. W roku 1881 było tu 657 mórg włościańskich.
Pierwotny charakter zabudowy wsi to typowa rzędówka. Po północnej stronie drogi rozmieszczono zabudowania, a po południowej ogrody. Ogrody i zabudowania otoczone zostały nieprzycinanymi szpaleramiami drzew i krzewów. W bezleśnej okolicy są to jedyne zadrzewienia stanowiące remizy dla drobnej zwierzyny dzikiej, w tym szczególnie bażantów. Przy każdym gospodarstwie znajdowały się stawy, głównie glinianki, pozostałość po kopaniu gliny.
W 1939 była to zamożna wieś, w której średnia wielkość gospodarstwa przekraczała powierzchnię 20 ha. W tym czasie właścicielami gospodarstw (od strony Dobrego wzdłuż drogi w kierunku Pilichowa) były następujące rodziny: Wiśniewskich, Sobczaków, Deptów, Banaszkiewiczów, Romeckich, Mańkowskich, Maciejewskich, Ziemniewiczów, Witońskich, Zaborowskich, Kołudkiewiczów, Łaskich, Skowrońskich, Misterów, Erwińskich i Pokorzyńskich.

### Od roku 1940
W czasie II wojny światowej wysiedlono wszystkich mieszkańców wsi, osadzając na ich miejscu niemieckich osadników. Wysiedlenie wsi odbyło się w letnią niedzielę (tuż przed żniwami) 1940 roku. Wieś otoczona została przez żandarmerię, znaczną część mieszkańców zatrzymano w kościele w Byczynie. Wysiedlani mogli zabrać ze sobą tylko podręczny bagaż. Nastąpiło rozdzielenie rodzin – wysegregowaną młodzież odtransportowano do Radogoszczy w Łodzi – obozu przejściowego, przed dalszą wywózką na roboty do Niemiec. Część mieszkańców wsi trafiła do Generalnego Gubernatorstwa, a nieliczni pozostali w dalszej okolicy ówczesnego Kraju Warty jako robotnicy w majątkach niemieckich przy czym kilku wróciło i pracowało w Byczynie Kolonii w majątkach przejętych teraz przez Niemców. Po wojnie już nie wszyscy wrócili na ogołocone ojcowizny. Gospodarstwa zostały bez inwentarza żywego, a także przed spodziewaną wojenną grabieżą wcześniej ukrytych cenniejszych rzeczy. Jeszcze w 1940 roku na podwórzu gospodarstwa Banaszkiewiczów spalona została biblioteka licząca kilka tysięcy tytułów, w której znaczną część stanowiły starodruki otrzymane w spadku po ks. Kazimierzu Głowackim – zmarłym w 1934 roku, proboszczu parafii Bytoń.
Wieś została zelektryfikowana na początku drugiej połowy XX w.